# Pannosus japonicus
Pannosus japonicus är en kräftdjursart. Pannosus japonicus ingår i släktet Pannosus och familjen Pandaridae. Inga underarter finns listade i Catalogue of Life.